# 越乃奏
越乃 奏（こしの かなで、1996年11月9日 - ）は、日本の女性声優。兵庫県出身。81プロデュース所属。本名は越山 奏（こしやま かなで）。

## 略歴
第8回81オーディション スタジオディーン賞を受賞。2017年4月1日より81プロデュースに所属。
事務所に所属してから初めてオーディションを受けた作品は『アカとブルー タイプレボリューション』のヒロインであるブルー・サーニ役である。

## 人物
趣味・特技としてデスクトップミュージック、イラスト、耳コピー、編曲をそれぞれ挙げている。方言は神戸弁。

## 出演
太字はメインキャラクター。

### テレビアニメ
2017年
- アイドルタイムプリパラ（男の子）
- Fate/Apocrypha（子供A）

2018年
- 働くお兄さん!の2!（ウォンバットの子供、チンチラ、チンチラの子供、ウォンバッドの子供）

2019年
- キラキラハッピー★ ひらけ!ここたま（ゆか）
- MIX（ブラバン女子2）

2020年
- 22/7（河野勇）
- ARP Backstage Pass（男児）

2023年
- 青のオーケストラ（新入生）

### ゲーム
- 新約 アルカナスレイヤー（2015年、クララ、キール）
- クイズRPG 魔法使いと黒猫のウィズ（2017年、歌詠ノ紬姫[7]）
- ディズニー ツイステッドワンダーランド（ジェイド・リーチ〈幼少期〉）
- 東京ドラゴンシティ（2017年、アフロディーテ、サキュバス、徳川家康、ヴァルキリー、クッポ）
- アカとブルー タイプレボリューション（2019年、ブルー・サーニ[6][8]）
- ファイナルファンタジーVII リメイク（2020年）
- ファイナルファンタジーVII リバース（2024年）

### 吹き替え
- きかんしゃトーマス（2022年 - 、パーシー）
  - きかんしゃトーマス めざせ!夢のチャンピオンカップ（2023年、パーシー[9]）
  - きかんしゃトーマス 大冒険!ルックアウトマウンテンとひみつのトンネル（2024年、パーシー[10]）
  - きかんしゃトーマス ぼくのたいせつなともだち（2025年、パーシー[11]）
  - きかんしゃトーマス サンタをさがせ! パーシーのクリスマス急行（2025年、パーシー）
- アイドルプリンセス★ロリロック （2024年）

### オーディオブック
- 人類は衰退しました 1〜2（2019年 - 2020年、妖精さん 他[12][13]）
- 不戦無敵の影殺師（2020年、霧原みぞれ 他[13]）
- 学園者! 〜風紀委員と青春泥棒〜（2022年、佐倉恵 ほか[14][15]）

### デジタルコミック
- いじめ -最後の願い-（2020年、片倉さん）

### その他コンテンツ
- 兵庫県加古川市ご当地アイドル・りとる*りりー（山岸風花）